# Bedekovics Péter
Bedekovics Péter (Szolnok, 1989. február 24. –) magyar református lelkész, teológus, ifjúsági munkás, cserkészvezető, egyetemi oktató. 2019–2022 között a Magyar Cserkészszövetség országos elnöke. 2022–2023 között a Protestáns Cserkészek és Cserkészlányok Világtanácsa (Council of Protestants in Guiding and Scouting) alelnöke. 2024-től a Budai Református Egyházközség vezető lelkésze.

## Családja
Horvát nemesi família, a komori Bedekovich család magyarországi ágából származik.

## Életpályája
Gyermekkorát Tiszaföldváron töltötte, itt érettségizett 2007-ben a Hajnóczy József Gimnáziumban. Érettségi után két évig keresztény ifjúsági munkás volt Angliában. Lelkészi oklevelet a Debreceni Református Hittudományi Egyetemen szerzett. Teológiát és vallástudományt tanult a Londoni Egyetemen (King's College), illetve bibliatudományt az Edinburgh-i Egyetemen (New College).
Segédlelkészként szolgált az Ausztráliai Magyar Református Egyház North Fitzroy-i gyülekezetében, Melbourne-ben, majd a szatmári Csengerben. 2016-ban szentelték lelkipásztorrá a debreceni Nagytemplomban.
2017-től Budapesten szolgált különböző feladatkörökben, ifjúsági lelkészként a Szilágyi Dezső téren, majd Ifjúsági Irodavezetőként a Magyarországi Református Egyház Zsinati Hivatalában. 2018-2022 között a Budapesti Református Egyetemi Misszió vezető egyetemi lelkésze, 2020-2022 között párhuzamosan a Károli Gáspár Református Egyetemen működő Egyetemi Lelkészség vezetője is volt.
2022-2024 között lelkipásztorként tevékenykedett a Budapest Pesterzsébet-Klapka téri Református Egyházközségben Budapest XX. kerületében. 2024-től vezető lelkipásztor a Budai Református Egyházközségben (Szilágyi Dezső téri református templom).
2018 óta a Károli Egyetemen oktat, 2022-től egyetemi tanársegéd a Gazdaságtudományi, Egészségtudományi és Szociális Kar Gazdaság- és Vezetéstudományi Intézetében, ahol teológiai és vezetéstudományi tárgyakat tanít.
Aktív résztvevője az ifjúságpolitikának. A Református Egyház képviselője különböző szervezetekben és bizottságokban (Magyarországi Egyházak Ökumenikus Tanácsának Ifjúsági Bizottsága, Magyar Ifjúsági Konferencia, Gyermek és Ifjúsági Alapprogram Tanácsa). 2014-2018 között a Magyar Cserkészszövetség IX. Észak-alföldi Cserkészkerületének vezetője, 2019. május 18-tól 2022. május 14-ig a Magyar Cserkészszövetség országos elnöke volt. 2022–23-ban a Protestáns Cserkészek és Cserkészlányok Világtanácsa (Council of Protestants in Guiding and Scouting) alelnöke.

## Idézetek
- „Amikor megkérdezzük, hol vagytok, huszonévesek, a válasz csak ennyi: elmentünk megkeresni önmagunkat.” (2019. május 24.)[10]
- „A hiteles kereszténység mindig kisebbségben van.” (2020. március 3. – Martí Zoltán interjúja Bedekovics Péterrel)[11]
- „Ha egymással acsarkodunk, egymásra fújunk, akkor nem tudjuk Jézus Krisztust hitelesen képviselni.” (2021. június – Kettőskereszt podcast-ben az ökumenéről)[12]
- „Az erdő a cserkészek otthona. Ez azt jelenti, hogy a cserkészek nem egyfajta programhelyszínként tekintenek az erdőkre, hanem vigyáznak rájuk, őrzik természetességüket és erre tanítják a jövő generációját, a rájuk bízott cserkészeket. Az erdő gyakran színtere a cserkészmódszer elemeinek, a cselekedve tanulásnak, a hagyományőrzésnek és a kisközösségi lét megélésének is.” (2021. október 5.)[13]